# 花斑长旋螺
花斑长旋螺（学名：Marmorofusus nicobaricus），又名花斑纺锤螺，是旋螺科的一種腹足綱軟體動物。本物種舊屬纺锤螺属（Fusinus），2014年被劃歸新設立的花斑長旋螺屬；而旋螺科又名细带螺科，曾屬狹舌目，今屬新腹足類支序峨螺總科。
本物種的種小名來自印度在孟加拉灣的尼科巴群島。

## 形態描述
螺殼呈长纺锤形，两端尖细。
殼的尺小從75 mm到180 mm不等。
螺层约10层，缝合线明显。
壳面布有较强的螺肋，并且有细的间肋。
在每一螺层的肩部有强或弱的角状结节突起。
壳表灰白色，其上有纵走呈波状的紫褐色花纹。
壳口卵圆形，内面白色。
轴唇具褶叠。前沟长。

## 分佈
本物種主要分佈在西太平洋的印度尼西亚、台湾、琉球、日本、菲律賓、新畿內亞、澳大利亞的新南威爾士州、新喀里多尼亞及印度的海岸，常栖息在浅海。